# Pallacanestro Varese 1977-1978
Nel Campionato 1977-78 la Pallacanestro Varese sostituisce l'allenatore, Sandro Gamba, in forza alla China Martini Torino, con l'ex Nico Messina.
La formazione ha come principale cambiamento il rientro di Edoardo Rusconi, proveniente dalla Emerson Genova, e quello di Charlie Yelverton dalla PintiInox Brescia.
Ultimo anno di abbinamento con lo sponsor Mobilgirgi, la squadra varesina conquista il nono scudetto della sua storia.
Nella Coppa Intercontinentale la Mobilgirgi perde la finale di Madrid dell'8 ottobre 1977 contro il Real Madrid. L'edizione successiva viene giocata anticipatamente, rientrando ancora nella stagione agonistica in corso, e vede la formazione bosina qualificarsi quinta, nell'edizione di Buenos Aires.
In Coppa Europa la squadra varesina perde la finale di Monaco di Baviera contro il Real Madrid.

## Rosa 1977/78
- Stefano Bechini
- Ivan Bisson
- Antonio Campiglio
- Riccardo Caneva
- Marco Dellaca
- Dino Meneghin
- Bob Morse
- Aldo Ossola
- Enzo Pozzati
- Carlo Rossetti
- Edoardo Rusconi
- Diego Tosarini
- Charlie Yelverton
- Marino Zanatta
- Allenatore:
  -  Nico Messina

## Statistiche
| COMPETIZIONE               | GIOCATE | VINTE | PERSE | F    | S    | PIAZZAMENTO |  |
| CAMPIONATO completo        | 34      | 28    | 6     | 3060 | 2714 | VINCITRICE  |  |
| TORNEI E AMICHEVOLI        | 22      | 15    | 7     | 2007 | 1877 | -           |  |
| COPPA INTERCONTINENTALE X  | 5       | 3     | 2     | 492  | 489  | 2           |  |
| COPPA INTERCONTINENTALE XI | 4       | 1     | 3     | 383  | 426  | 5           |  |
| COPPA EUROPA               | 15      | 10    | 5     | 1351 | 1251 | 2           |  |

## Fonti
- "Pallacanestro Varese 50 anni con voi" di Augusto Ossola